# Jardin Turc

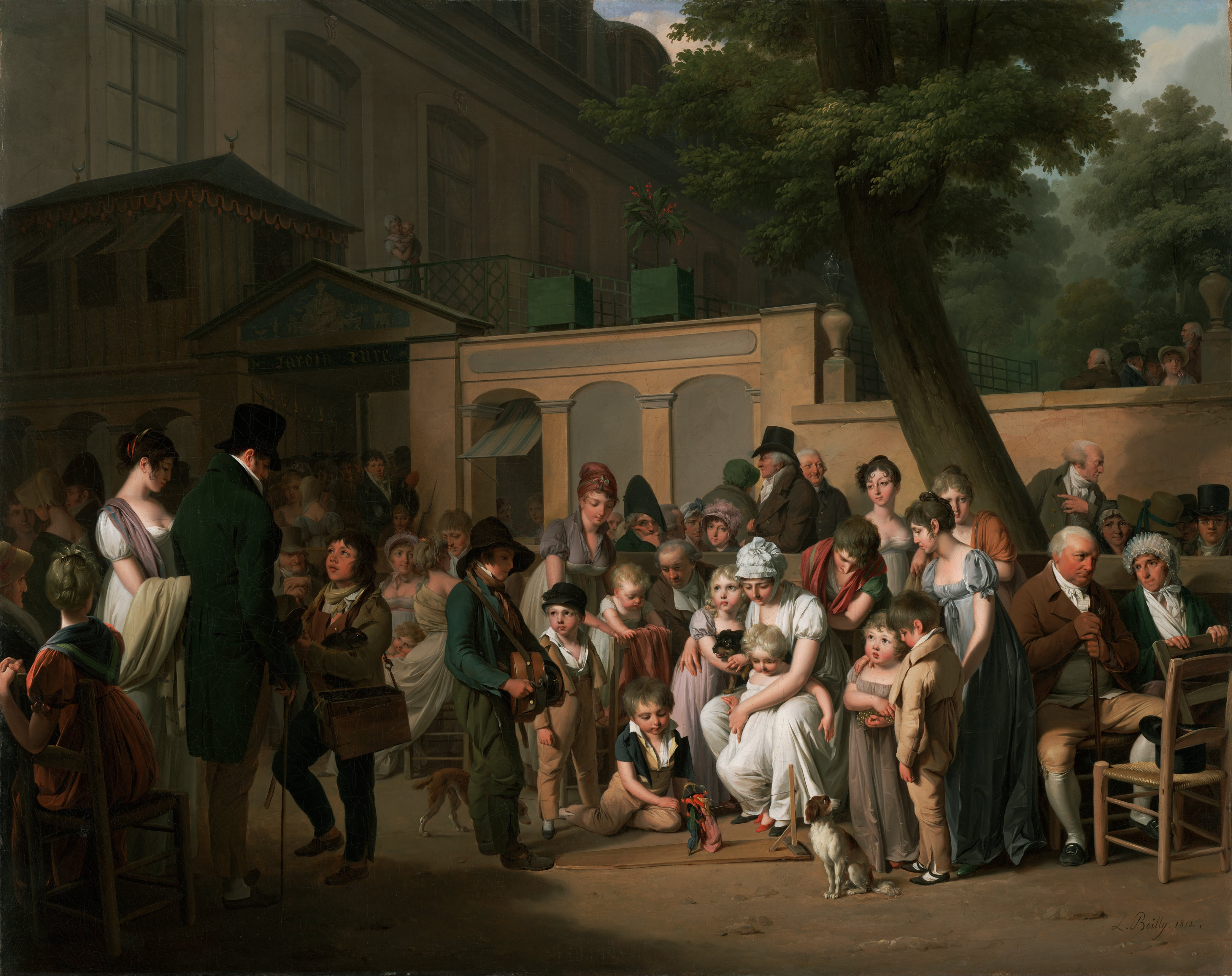
L'entree du Jardin Turc door Louis Léopold Boilly.

De Jardin Turc (Frans voor 'Turkse tuin') aan de Boulevard du Temple, een belangrijke doorgaande verkeersweg in Parijs, was een populair koffiehuis en een muziektuin die vanaf de tijd van het Eerste Franse Keizerrijk gedurende de 19e eeuw een populaire ontmoetingsplaats in de wijk Le Marais was. Van vier uur 's middags tot elf uur 's avonds kon men er genieten van het exotische decor met kiosken van glas-in-lood, hangende lantaarns en een Chinese brug, die uitdrukking gaf aan een terugkerende turkomanie, een subset van chinoiserie.
Ook in de Nederlandse dagbladen uit de 19e en begin 20e eeuw werd over het café geschreven. Er werd onder meer medegedeeld dat men gebruik maakte van afgerichte honden en apen om bezoekers te amuseren. Zo valt in 1852 bijvoorbeeld te lezen: "De heer Corvi begon daarna zijne werkzaamheden met de gedresseerde honden en apen uit de Jardin Turc, te Parijs. Alleraardigste toeren zag men door die dieren uitvoeren; vooral la boule du monde, uitgevoerd door twee apen, was zeer vermakelijk." In 1902 wordt er teruggeblikt: "In den Jardin Turc in 1846, was een zeer verstandig directeur, een man die zijn tijd vóór was, op het denkbeeld gekomen een stuk te doen geven, - een revue à grand spectacle, dat in Algiers plaats greep - door mandrillen, bavianen of hondapen, die het er prachtig afbrachten. Een oude makako speelde uitstekend zijn rol als verrader."
De Franse kunstschilder Louis Léopold Boilly schilderde de menigte in het werk L'entree du Jardin Turc (Frans voor 'De ingang van Jardin Turc') in 1812 en stelde het tentoon tijdens de Parijse salon van dat jaar.